# ドック

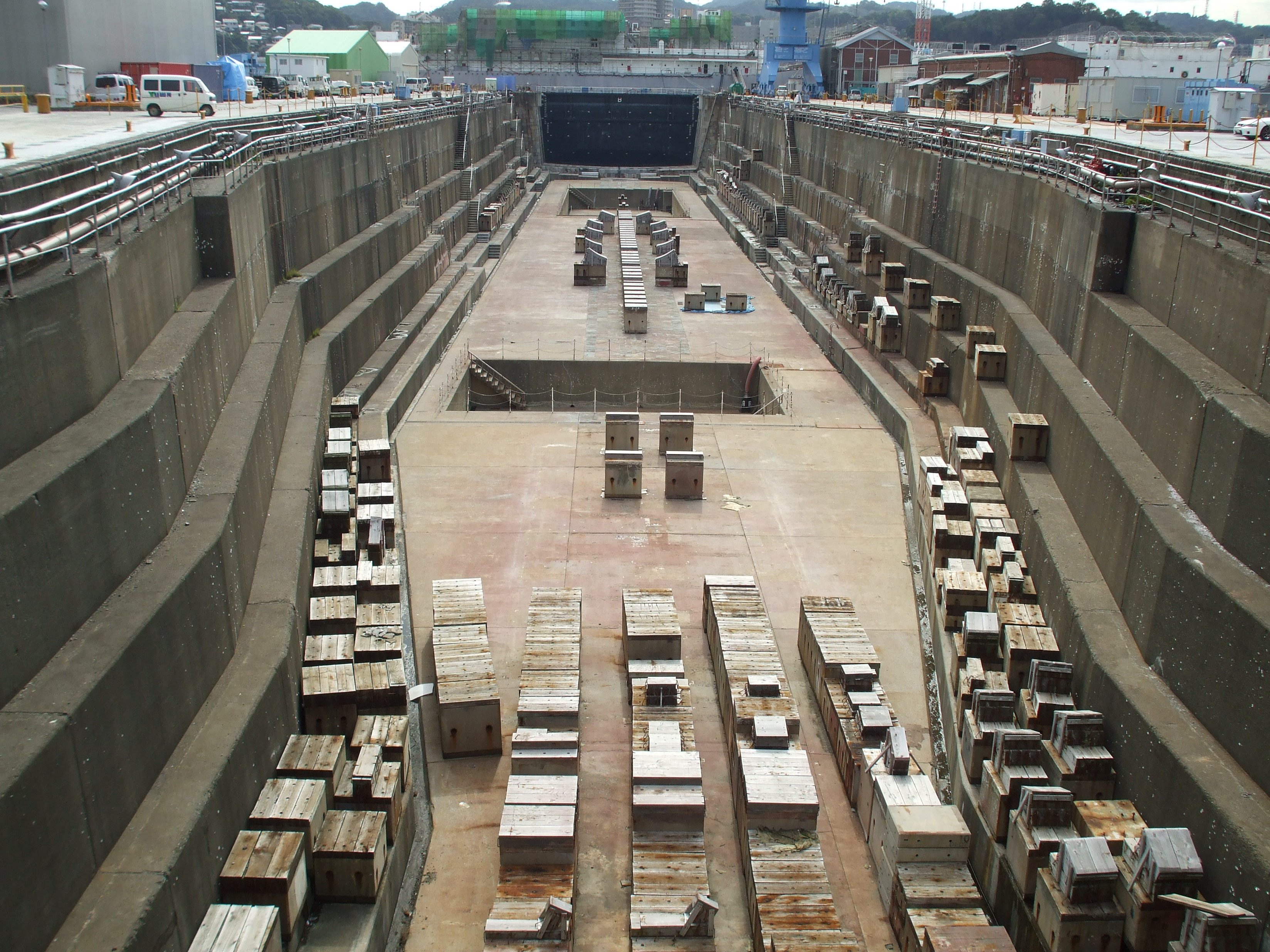
1874年の完成当時の原形をほぼとどめている現役ドライドックである横須賀海軍施設四号ドック

ドック（蘭: dok、英: dock）は、船の建造、修理、係船、荷役作業などのために海岸、河岸、湖岸等を掘り込みまたは埋め立てて築造された湾入状・袋状の平面形の土木構造物である。また、同様な目的の浮体構造物である浮ドックも含まれる。船渠（せんきょ）ともいう。単にドックと言った場合は乾ドック（ドライドック）を指すことが多い。船体を水から上げることは「上架」（じょうか）と呼ばれ、その際に船体を載せる台は「船台」（せんだい）と呼ばれる。
ドッグ（＝犬）は誤記。

## ドックの種類
- 乾ドック（ドライドック）
- 船台式ドック
- 浮ドック（フローティングドック）
- 荷役用ドック

## 荷役用ドック
荷役用ドックは、潮汐による干満差の大きな港湾に設けられ、満潮時に船をドック内に入れてから扉を閉じて水を閉じ込めておき、干潮時にも船底がつかないようにして、船を安定させた状態で岸壁に繋ぎ留めて旅客の乗降や貨物の積み卸しを行うドックである。一般に欧州域は干満差が大きいため、輸送船などが小型であった時代には港湾荷役施設として広く普及していた。「係船ドック」「係船渠」「湿ドック」「ウェットドック」などは同様や類似のものである。

## 歴史
日本
- 長崎造船所 - 1857年（安政4年）から1861年（文久元年） にかけて江戸幕府が建設した長崎鎔鉄所と明治政府の工部省所管した長崎造船局を前身とする。1884年から1887年にかけて三菱財閥に払い下げられ、長崎造船所として開業。
- 川崎造船 - 1878年、川崎正蔵が東京市京橋南飯田町（築地）の官有地を借り受けて設立した、川崎築地造船所を前身とする。
- 大阪鉄工所因島ドック - 1881年、イギリスから渡来のエドワード・ハズレット・ハンターが開業した。1907年前後には三菱造船、川崎造船に次ぐ造船所になり、後に日立造船に発展してトロール船の漁業を発展させた。倉場富三郎もハンターの範多財閥を支えた[3]。

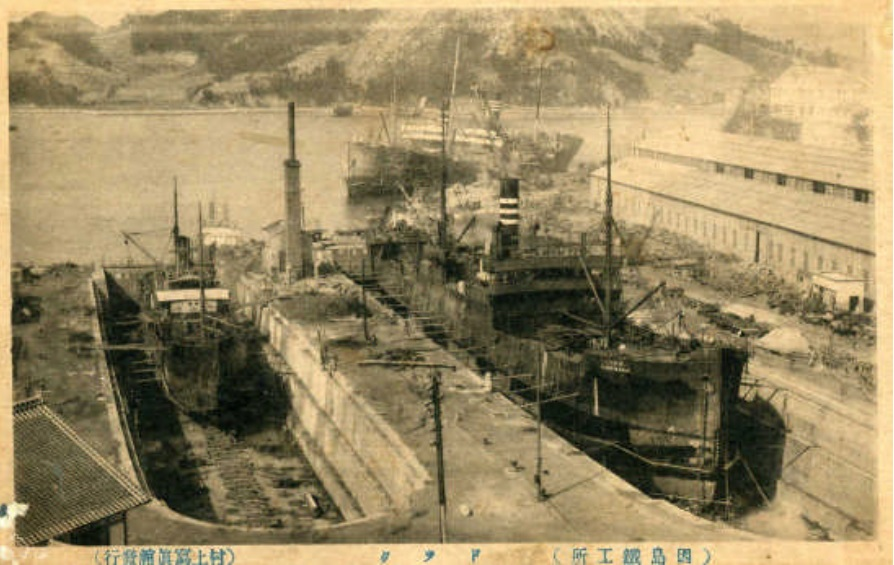
1881年、大阪鉄工所。
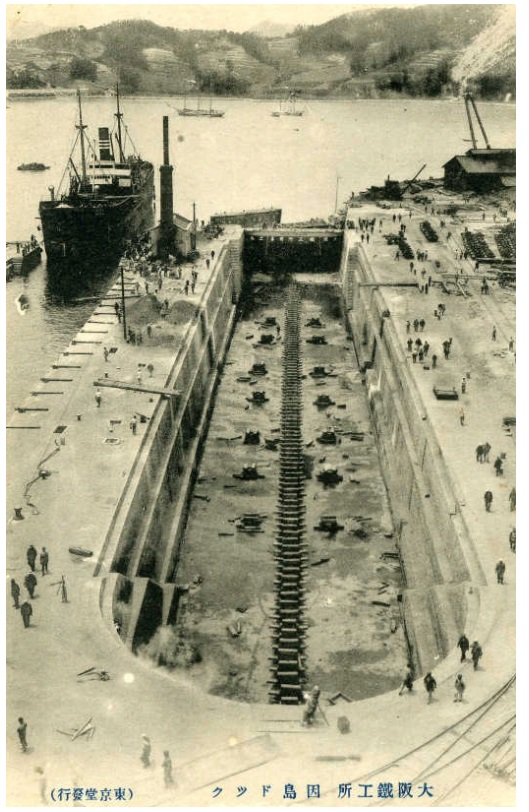
因島ドック。
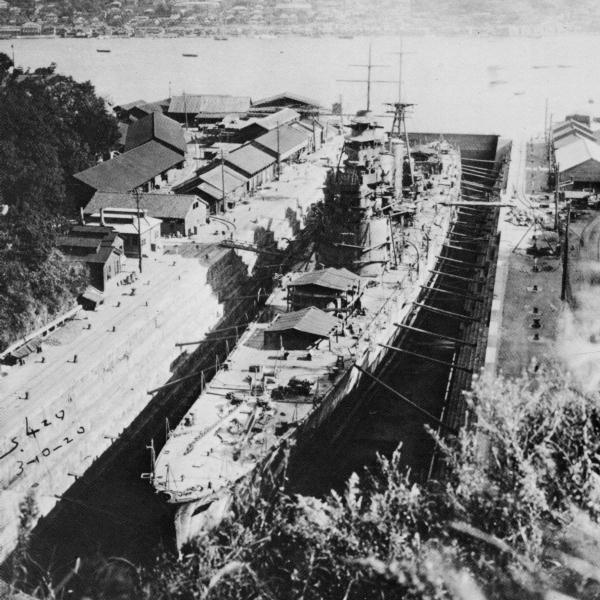
1928年、三菱長崎造船所。
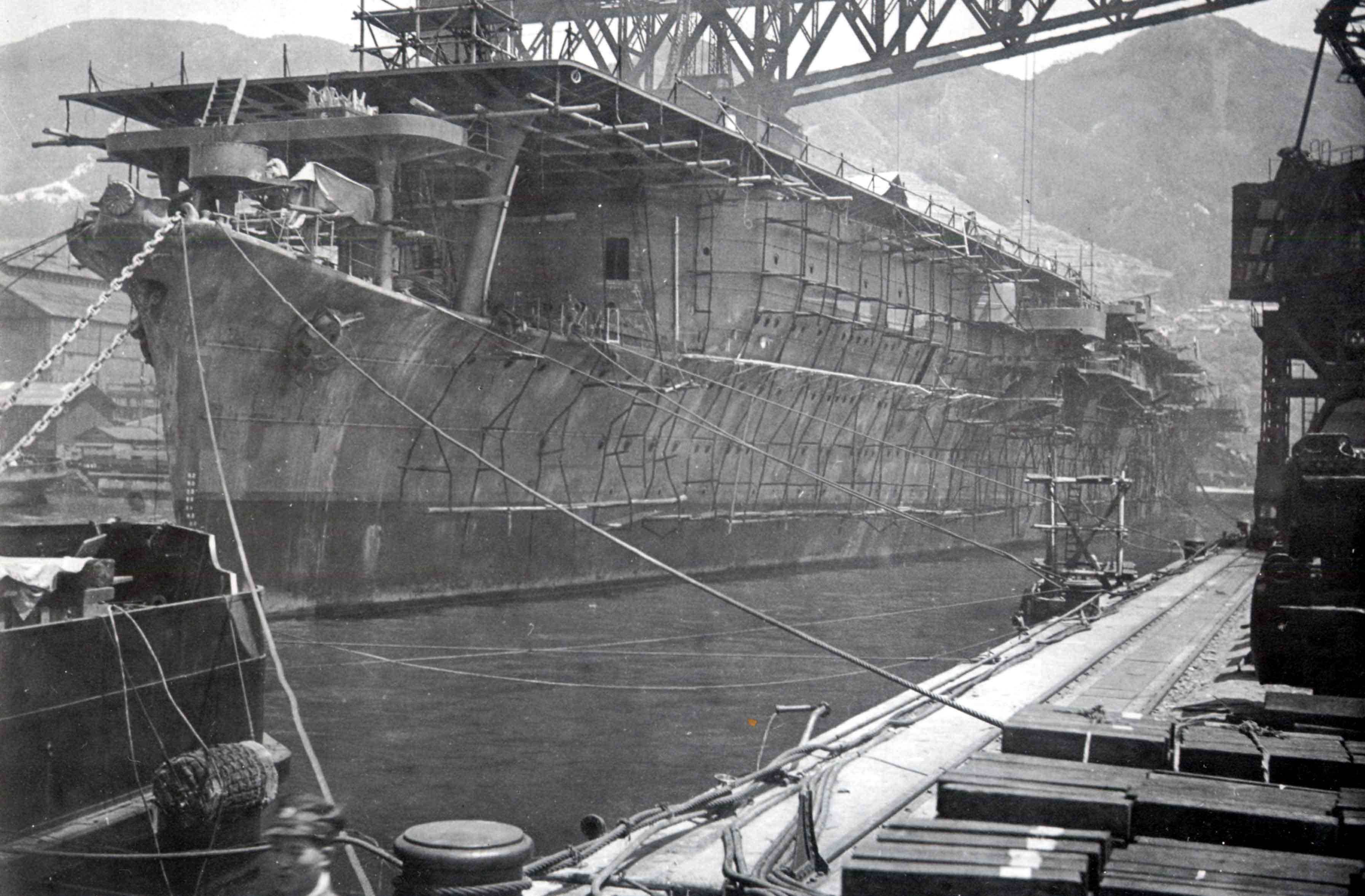
1937年、呉海軍工廠。
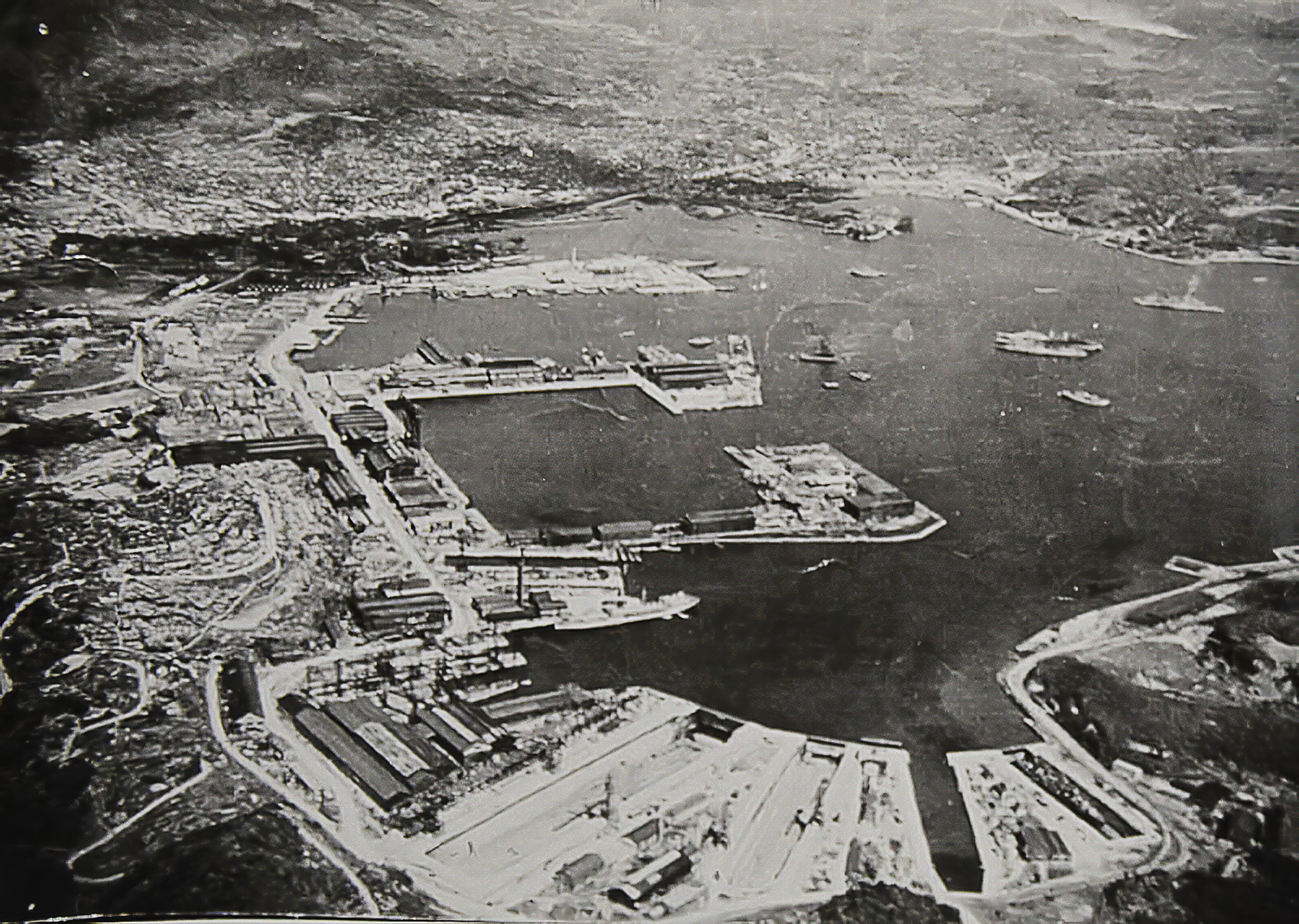
佐世保海軍工廠
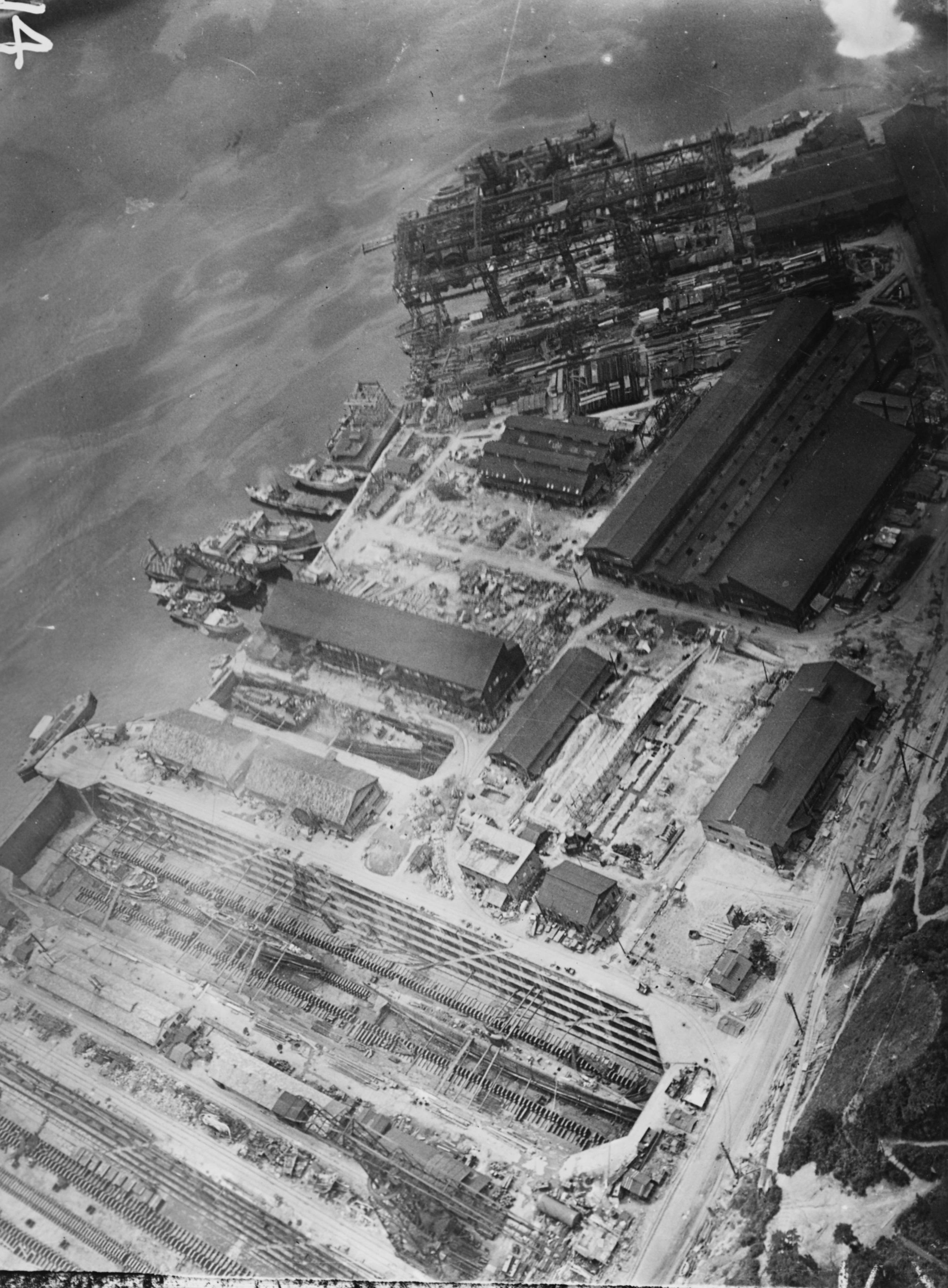
1945年、京都舞鶴港舞鶴鎮守府の舞鶴海軍工廠。
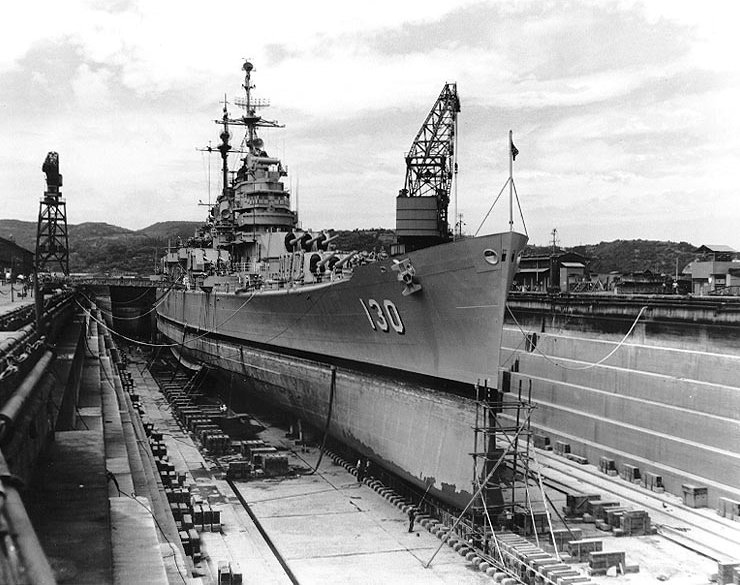
1954年、横須賀海軍基地。